# Daigaku Horiguchi
Pour les articles homonymes, voir Horiguchi.
Daigaku Horiguchi (堀口 大学, Horiguchi Daigaku, 8 janvier 1892 – 15 mars 1981) est un traducteur de littérature française et poète japonais des ères Taishō et Shōwa. Il est crédité de l'introduction du surréalisme français dans la poésie japonaise, et de la traduction d'œuvres de plus de 66 auteurs français en japonais.

## Jeunesse
Horiguchi naît dans le quartier de Hongō à Tokyo. Son père, Horiguchi Kumaichi, est le fils d'un ancien samouraï de la province d'Echigo et un diplomate de carrière du Ministère des Affaires étrangères, et consul japonais à Incheon durant la première guerre sino-japonaise.
Daigaku Horiguchi fréquente le département de littérature de l'Université Keiō, mais n'en sera jamais diplômé (ce qui est plutôt ironique, car son prénom « Daigaku » est écrit avec le même kanji que celui utilisé pour « université », ce qui vient du fait que son père était encore étudiant à Université impériale de Tokyo quand il est né). Avant même d'entrer à l'université, il est membre de la Shinshisha (« La nouvelle société de poésie ») et confie des poèmes tanka à Subaru (Pléiades) et autres revues littéraires telle que Mita Bungaku. Cédant aux encouragements de Tekkan Yosano et de sa femme Akiko Yosano, il commence également à composer d'autres types de vers.
En 1911, Horiguchi quitte l'école pour accompagner son père dans ses affectations à l'étranger et au cours des 14 années qui suivent, il apprend et parle couramment le français (aidé par sa belle-mère belge) et s'intéresse à la littérature française, en particulier les romans et la poésie du mouvement symboliste. Il passe d'abord plus d'une année au Mexique, où lui est diagnostiqué une tuberculose, ce qui a pour conséquence qu'Horiguchi abandonne l'espoir de son père qu'il devienne diplomate, et il consacre son temps à écrire des vers et des traductions d'œuvres françaises à la place. Il se trouve au Mexique pendant la Révolution mexicaine, et c'est aussi durant cette période qu'il est attiré par le Parnasse comme style de poésie. En 1913, la famille rentre en Belgique via Sibérie. Tandis qu'il réside en Belgique, il étudie les poèmes de Paul Verlaine et les œuvres du mouvement symboliste, dont les ouvrages de Remy de Gourmont. Il vit ensuite pendant de brèves périodes en Espagne, à Paris, au Brésil et en Roumanie tout en entretenant une correspondance avec Marie Laurencin et Thomas Mann, dont il traduit également les œuvres pendant sa convalescence dans un sanatorium en Suisse.

## Avant-guerre
En 1919, Horiguchi publie sa première anthologie, Gekko to Pierrot (« le Clair de Lune et Pierrot »), et un recueil de vers waka, Pan no fue (« Flûtes de Pan »). De retour au Japon en 1925, il sort un recueil de poèmes Gekka no ichigun, qui présente au monde littéraire japonais les œuvres de Jean Cocteau, Raymond Radiguet, Paul Verlaine et Guillaume Apollinaire. Cet ouvrage a une forte influence sur la poésie japonaise moderne à partir de la fin des années 1920 et des années 1930. Par ailleurs, sa traduction du Ouvert la nuit (Yo hiraku) de Paul Morand fait forte impression sur l'école Shinkankaku.
En 1928, il crée sa propre revue de poésie, Panthéon, mais sa publication est interrompue l'année suivante après une brouille avec le coauteur Hinatsu Kōnosuke. Il lance ensuite une nouvelle revue de poésie, Orphéon.
En 1932, Horiguchi déménage dans le quartier Ishikawa de Tokyo. En 1935, il est élu vice-président du PEN Club japonais (le président à l'époque est Tōson Shimazaki), et en mai de la même année divertit Jean Cocteau lors de la visite de celui-ci au Japon, en l'emmenant assister à une représentation de théâtre kabuki. Il se prononce alors contre la militarisation croissante du Japon, et après la promulgation de la loi de mobilisation générale de l'État, s'impose l'isolement dans un hôtel sur les rives du lac Nojiri, en continuant ses traductions de la littérature française sous les yeux de plus en plus vigilants des censeurs de l'empire du Japon. En 1941, il est évacué vers Okitsu, Shizuoka, mais revient brièvement à Tokyo en 1942 pour prononcer l'éloge funèbre lors des funérailles d'Akiko Yosano. Il reste à Shizuoka jusqu'en 1945, et s'installe brièvement à Sekikawa dans la préfecture de Niigata avant la fin de la guerre.

## Après-guerre
Horiguchi retourne à Shizuoka à la fin de la Seconde Guerre mondiale, et une anthologie de cinq volumes de ses poèmes est publiée en 1947. À partir de 1950, il réside à Hayama dans la préfecture de Kanagawa où il demeure jusqu'à la fin de sa vie. En 1957, il est élu membre de l'Académie japonaise des arts et rencontre André Chamson, président du PEN club international en visite au Japon cette même année. En 1959, une de ses œuvres est couronnée du prestigieux prix Yomiuri. Au cours des dix années qui suivent, il est très demandé dans tout le pays comme conférencier invité sur la poésie japonaise moderne. En 1967, son poème dans le style japonais traditionnel présenté au concours Utakai Hajime au palais impérial sur le thème du poisson lui vaut les félicitations de l'empereur Hirohito (lui-même biologiste marin amateur) et Horiguchi est élevé au rang de 3e classe de l'Ordre du Trésor sacré. En 1970, il est fait président d'honneur du club de poésie du Japon, et en novembre de la même année, personne de mérite culturel par le gouvernement japonais. En 1973, il est élevé au 2e rang de l'Ordre du Trésor sacré. En 1976, une édition à tirage limité d'un recueil de poèmes de Horiguchi intitulée Tōten no Niji (« Arc en ciel dans le ciel de l'Est »), est illustrée par le célèbre artiste moderniste Hodaka Yoshida qui offre sept tirages signés et numérotés pour accompagner les poèmes.
En 1979, il est décoré de l'Ordre de la Culture par le gouvernement japonais. Horiguchi meurt en mars 1981 à l'âge de 89 ans. Sa tombe se trouve au cimetière Reien de Kamakura.
Au cours de sa carrière, Horiguchi publie plus de 20 recueils de poésie. Ses vers combinent la flexibilité du style japonais avec des résonances de la langue française, et il est noté pour faire usage dans ses traductions de mots japonais familiers qui se rapprochent de l'imagerie originale, plutôt que de tenter de forcer les poèmes traduits en un format de japonais plus traditionnel.

## Source de la traduction
- (en) Cet article est partiellement ou en totalité issu de l’article de Wikipédia en anglais intitulé « Horiguchi Daigaku » (voir la liste des auteurs).